# George Patton
George  Patton  (San Gabriël, 11 november 1885 – Heidelberg, 21 december 1945) was een Amerikaans generaal die bekend werd in de Tweede Wereldoorlog om zijn brute optreden en zijn geslaagde reddingsoperatie in de Slag om de Ardennen.

## Familie en jonge jaren
Pattons grootvader was tijdens de Amerikaanse Burgeroorlog soldaat in het leger van de Confederatie. Patton werd geboren in San Gabriel (Californië) en genoot zijn opleiding aan het Virginia Military Institute en in West Point. Van kinds af aan had Patton al de wens een generaal en held te worden. Hij was een intelligent kind en had op jonge leeftijd al belangstelling voor klassieke literatuur en militaire geschiedenis, maar had moeite met basisvaardigheden tijdens zijn basisonderwijs, een probleem dat hem bleef achtervolgen tijdens zijn latere militaire opleiding. Hij leerde als kind pas laat lezen en had moeite met bijvoorbeeld spelling: naar moderne inzichten wees dit waarschijnlijk op een vorm van dyslexie.
Na zijn afstuderen aan West Point, deed Patton mee aan de Olympische spelen van 1912 in Stockholm, waar hij de VS vertegenwoordigde bij de moderne vijfkamp. Hij eindigde als vijfde.
Patton geloofde blijkens een door hem geschreven gedicht in reïncarnatie: hij dacht dat hij een reïncarnatie was van generaal Hannibal, een legionair, een veldheer en andere historische militaire figuren.

## Carrière

### Eerste Wereldoorlog
Aan het begin van de Amerikaanse deelname aan de Eerste Wereldoorlog in 1917 promoveerde zijn (later) meerdere, generaal Pershing, Patton tot de rang van kapitein. Tijdens zijn verblijf in Frankrijk vroeg Patton om een functie aan het front. Hij werd ingedeeld bij de pantsertroepen en was toegevoegd aan het Britse Tankkorps tijdens hun overwinning in de Slag om Cambrai. Dit was de eerste veldslag waar tanks als belangrijkste strijdwapen gebruikt werden. Dankzij zijn successen en het opzetten van een opleiding voor tankpersoneel in Langres (Frankrijk), werd Patton gepromoveerd tot luitenant-kolonel en werd hij verantwoordelijk voor het US Tank Corps van het Amerikaanse Eerste Leger. Hij nam deel aan het Maas-Argonneoffensief van 26 september tot 11 november 1918 en raakte bij het dorpje Cheppy gewond door machinegeweervuur. Voor zijn diensten in de Eerste Wereldoorlog ontving hij een Purple Heart, een Distinguished Service Cross en werd hij gepromoveerd tot de tijdelijke rang van kolonel.

### 1918-1941

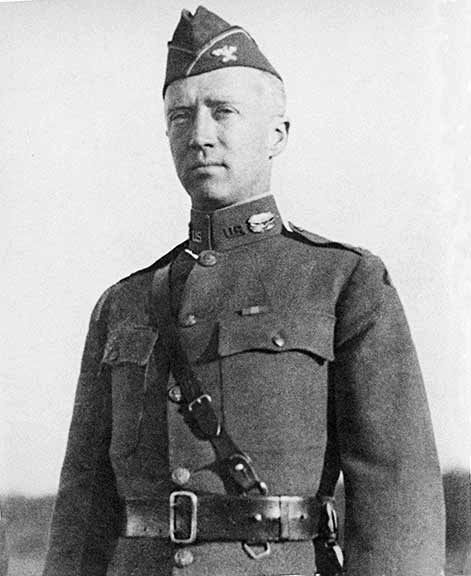
Kolonel George Patton in Fort Meade in 1919

In de vroege jaren 20 stelde Patton een petitie op aan het Amerikaans Congres voor financiële middelen voor een pantserdivisie. Hij had geen succes. Tevens schreef hij professionele artikelen over tank- en pantsertactieken en stelde hij nieuwe methoden voor om deze wapens te gebruiken. Hij bleef werken aan de verbetering van de tank.
Voor hij naar Washington vertrok om opnieuw financiële steun te vragen voor pantsertroepen, diende hij in Hawaï. Eind jaren 30 werd hij toegevoegd aan het commando van Fort Myer (Virginia). Tijdens de opbouw van het Amerikaanse leger, aan de vooravond van de Tweede Wereldoorlog, richtte Patton het Desert Training Center in Indio (Californië) op.

## Tweede Wereldoorlog
Kort na de Blitzkrieg van Duitsland in West-Europa, toen de VS nog niet aan de oorlog deelnam, overtuigde Patton het Congres van de noodzaak voor de VS om pantsertroepen te hebben, onder meer wijzend naar de successen van de Duitse pantsertroepen in de Franse campagne. Kort na deze toezegging werd hij gepromoveerd tot brigadegeneraal van de pas opgerichte pantserbrigade. De brigade werd al snel uitgebreid tot de 2e Amerikaanse Pantserdivisie en Patton werd gepromoveerd tot generaal-majoor.

### Noord-Afrika
In 1942 leidde generaal-majoor Patton de Amerikaanse Western Task Force, die aan de kust van Marokko aan land ging tijdens Operatie Torch. Nadat het 2e Amerikaanse Legerkorps (Gen.Maj. L.R. Fredendall) door de Duitse generaal Erwin Rommel bij Kasserine verslagen was (1943), werd Patton gepromoveerd tot luitenant-generaal en kreeg hij het bevel over het 2e Legerkorps. Hoewel hij hard in zijn training en opleiding was, werd hij algemeen gezien als eerlijk en fair ten opzichte van zijn troepen. De discipline werkte. Het tegenoffensief van maart 1943 drukte de Duitse troepen naar het oosten, terwijl de Britse generaal Bernard Montgomery vanuit Egypte tegelijkertijd de Duitsers naar het westen drukte.

### Italië
Als resultaat van zijn successen in Noord-Afrika, kreeg Patton het commando over het Amerikaanse 7e Leger in de voorbereiding op de Landing op Sicilië. Montgomery's 8e Britse Leger moest het oosten van het eiland veroveren, daarbij op de linkerflank gedekt door Patton die in de Golf van Gela landde. Ontevreden over het aanvalsplan en de ondergeschikte rol voor de Amerikanen hierin, stormde Patton met zijn leger door het westen naar het noorden van het eiland en bevrijdde Palermo. Hierna reed hij door naar Messina, waar hij ondanks heftige Duitse tegenstand eerder dan Montgomery aankwam.

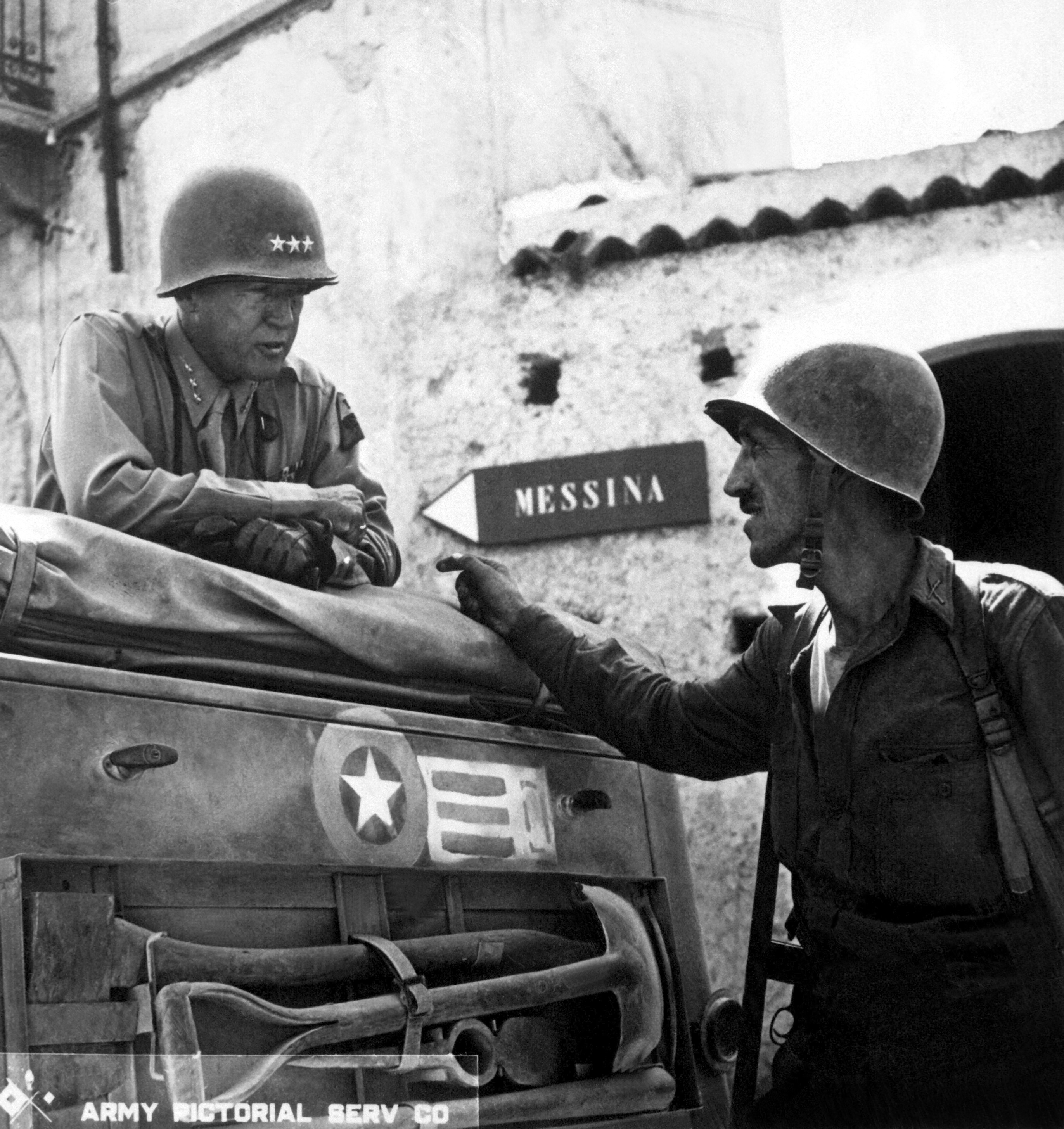
George Patton in Brolo tijdens de Landing op Sicilië in 1943

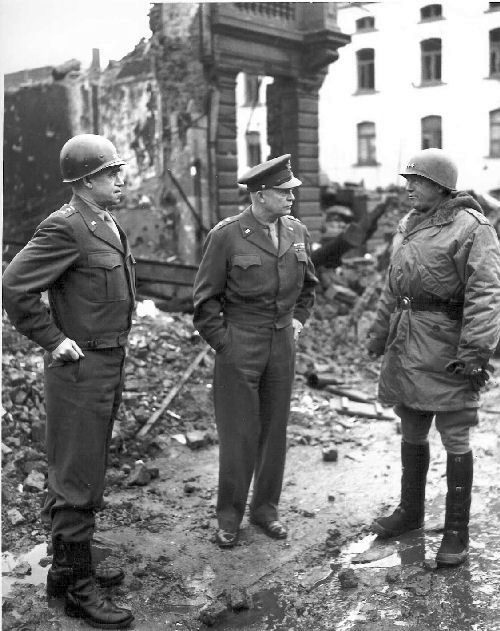
Van links naar rechts: Omar Bradley, Dwight D. Eisenhower en George Patton ergens in de Elzas tijdens het Ardennenoffensief in 1945

Pattons bloeddorstige toespraken leidden tot het doden van 73 krijgsgevangenen door zijn soldaten. Een ander incident kostte hem bijna zijn carrière. Tijdens een bezoek aan een veldhospitaal in augustus 1943, sloeg en beledigde hij de soldaten Paul G. Bennet en Charles H. Kuhl, van wie hij vond dat ze zich als lafaards gedroegen. De soldaten in kwestie hadden last van shell-shock. Wegens zijn actie werd Patton lange tijd buiten de publiciteit gehouden en hij moest zijn excuses aanbieden aan de soldaten. Patton werd van het bevel ontheven en zijn leger kwam onder bevel van luitenant-generaal Clark. Het Amerikaanse 5e leger veroverde na een moeizame strijd onder Clarks leiding Italië.
Hoewel hij tijdelijk ontheven was van zijn functies, bleven de Duitsers Patton meer dan andere geallieerde bevelhebbers vrezen. Zijn langere verblijf in Sicilië werd door de Duitsers opgevat als een aanwijzing voor een aanstaande invasie in Zuid-Frankrijk en later werd zijn verblijf in Caïro gezien als een aanwijzing voor een landing in de Balkan. De angst voor generaal Patton droeg bij tot het maandenlang binden van de Duitsers, wat in de maanden die volgden een belangrijke factor zou blijken.

### Normandië
In de periode voorafgaand aan Operatie Overlord gaf Patton openbare lezingen als opperbevelhebber van de (fictieve) 1e Amerikaanse Legergroep (FUSAG), die de Franse kust bij Calais aan zou vallen. Dit alles was onderdeel van een geallieerde afleidingscampagne, Operatie Fortitude.
Direct na de invasie in Normandië kreeg Patton het bevel over het 3e Leger, dat de uiterste rechterflank (westelijk) van de grondtroepen vormde. Hij leidde dit leger gedurende Operatie Cobra, de uitbraak van de troepen uit de bocage van Normandië en de aanval op Avranches en ging daarna naar het zuiden en oosten, waarbij hij enkele honderdduizenden Duitse soldaten krijgsgevangen maakte. Patton gebruikte hier de Blitzkrieg-tactiek van de Duitsers tegen henzelf, door in twee weken tijd bijna 1000 kilometer op te rukken.

### Lotharingen
Pattons offensief kwam echter op 1 september 1944 bij de rivier de Maas tot stilstand, vlak bij de stad Metz, toen zijn leger simpelweg geen brandstof meer had. De tijd om het leger van nieuwe voorraden te voorzien was net genoeg voor de Duitse troepen om hun stellingen rondom Metz op scherp te zetten. In oktober en november was het 3e Leger verwikkeld in zware gevechten met de Duitsers met zware verliezen aan beide zijden. Op 23 november echter viel Metz, voor de eerste keer sinds de Frans-Duitse Oorlog.

### Ardennenoffensief
Eind 1944 sloeg het Duitse leger nog één keer terug in België, Luxemburg en Noordoost-Frankrijk met Operatie Wacht am Rhein, beter bekend als het "Ardennenoffensief", in een laatste poging Antwerpen te heroveren. Op 16 december 1944 sloegen de Duitsers met 30 divisies een gat in de geallieerde linies en trokken richting de Maas.
Patton trok direct naar het noorden met het 3e Leger, een tactisch en logistiek hoogstandje, om de door de Duitsers omsingelde geallieerde luchtlandingstroepen in Bastenaken te ontzetten. Al snel arriveerden verse Amerikaanse troepen en voorraden en werd met de Duitse stellingen korte metten gemaakt. De Duitse troepen trokken zich terug richting Duitse grens. In februari waren de Duitsers helemaal teruggetrokken achter de oorspronkelijke Duitse grens. Patton die hen achtervolgde trok het Saargebied binnen. Zijn pantsertroepen raasden door Zuid-Duitsland tot aan de Tsjechische grens, zonder nog ernstige tegenstand te ontmoeten van het snel uiteenvallende Duitse leger. Patton was van plan om Praag te bevrijden toen de Amerikaanse troepen werden gestopt door het oppercommando dat zich gebonden wist door de territoriale afspraken die op de conferentie van Jalta waren gemaakt met de Sovjets. Desondanks veroverde hij de stad Pilsen en het grootste deel van West-Bohemen. Als echte communistenvreter liet hij tevens meermaals de suggestie horen om samen met het restant van het Duitse leger meteen door te stomen naar het Oosten om de Sovjets te bevechten. Dit was ook het voorstel van Karl Dönitz, de voorzitter van de zogenaamde Flensburgregering (de opvolger van het naziregime en Hitler die inmiddels zelfmoord had gepleegd), die zich wel aan de westelijke geallieerden wilde overgeven maar niet aan de Sovjets.

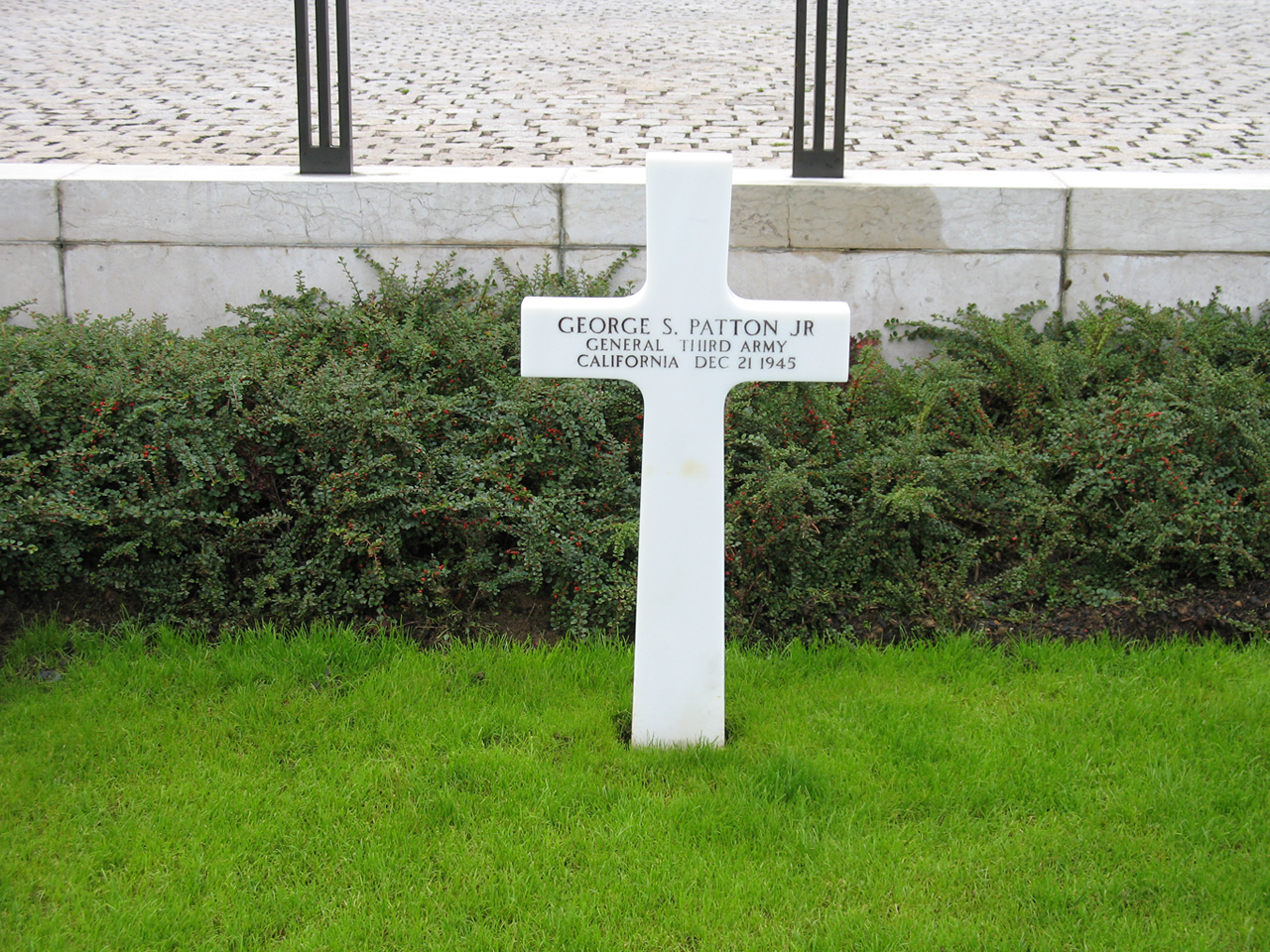
George Pattons laatste rustplaats in Hamm in Luxemburg

De westelijke geallieerden zagen daar niet veel in, ze accepteerden alleen een onvoorwaardelijke overgave aan alle geallieerden inclusief de Sovjets, en bevalen Patton zijn opinies voor zich te houden. Na de definitieve overwinning op Duitsland wilde hij dolgraag naar de Stille Oceaan, om daar de Japanners te bevechten. Het opperbevel besloot daar, gezien het eveneens opvliegende karakter van de bevelhebber in de Stille Oceaan, Douglas MacArthur, wijselijk geen gehoor aan te geven. Twee van zulke 'prima donna's' in hetzelfde gebied leek een recept voor onderlinge strijd.

## Na de oorlog en overlijden
In oktober 1945 kreeg Patton het bevel over het 15e Amerikaanse leger in de Amerikaanse sector van Duitsland. In 1945 werd hij door het geallieerde opperbevel van zijn taken ontheven en teruggeroepen naar de VS. In november 1945, een maand voor zijn dood, bezocht hij Zweden, waar hij een onderhoud had met de Zweedse legerchef generaal Archibald Douglas (1883-1960) en met ritmeester Carl Bonde in de villa "Täcka Udden" van de familie Wallenberg in Stockholm. Ook had hij een informeel gesprek met koning Gustaaf V van Zweden.
In december 1945, een dag voor hij terug zou vliegen naar de VS, werd de auto van Patton geramd door een vrachtwagen. Patton raakte verlamd tot aan zijn nek en stierf in een ziekenhuis in Heidelberg aan de gevolgen van een longoedeem en hartfalen. Patton werd zestig jaar oud. Hij werd begraven op het Amerikaanse oorlogskerkhof in Hamm, stadsdeel van Luxemburg, hoofdstad van het Groothertogdom Luxemburg, waar nog jaarlijks bewonderaars van de generaal hem eer komen bewijzen.
Hij ontving veel onderscheidingen waaronder de Amerikaanse Army Distinguished Service Medal.

## Film
Over de flamboyante Patton zijn diverse films gemaakt. De bekendste zijn die met George C. Scott als Patton:
- Patton, 1970, hoofdrol George C. Scott
- The last days of Patton, 1986, hoofdrol George C. Scott

## Militaire loopbaan
- Second Lieutenant, United States Army: 11 juni 1909[3]
- First Lieutenant, United States Army: 23 mei 1916[4]
- Captain, United States Army: 15 mei 1917[5][6]
- Major, United States Army: 26 januari 1918
- Lieutenant Colonel, United States Army: 3 april 1918[7]
- Teruggezet naar de permanente rang van Captain, United States Army: 30 juni 1920
- Major, United States Army: 1 juli 1920
- Lieutenant Colonel, United States Army: 1 maart 1934[8]
- Colonel, United States Army: 1 juli 1938[8]
- Brigadier General, United States Army: 1/2 oktober 1940 (AUS)[8]
- Major General, United States Army: 4 april 1941 (AUS)[8][9]
- Lieutenant General, United States Army: 12 april 1943 (AUS)[8]
- Brigadier General, United States Army: 1 september 1943[8]
- Major General, United States Army: 2 september 1943[8]
- General, United States Army: 14/26 april 1945 (AUS)[8]

## Decoraties
- American Defense Service Ribbon[10]
- Bronze Star[10]
- Distinguished Service Cross met één bronzen Oak Leaf Cluster[10]
- Distinguished Service Medal (U.S. Army) met twee bronzen Oak Leaf Clusters[10]
- Distinguished Service Medal (US Navy)[10]
- Europa-Afrika-Midden Oosten Campagne baton met één zilveren Ster en twee bronzen Sterren[10]
- Legioen van Verdienste[10]
- Mexican Service Badge[10]
- Purple Heart[10]
- Silver Lifesaving Medal[10]
- Silver Star met één bronzen Oak Leaf Cluster[10]
- Victory Medal (WWII)[10]
- World War I Victory Medal met vier bronzen Sterren[10]
- Sons of the Revolution Medal[10]
- Lid in het Orde van het Bad[10]
- Orde van het Britse Rijk[10]
- Enteur Pin of Malta[10]
- Croix de Guerre met Palm[10]
- Croix de Guerre met bronzen Ster[10]
- Commandeur in het Legioen van Eer[10]
- Medaille van Verdun (WWI)[10]
- Herinneringsmedaille van de stad Nancy[10]
- Herinneringsmedaille van de stad Metz (1944)[10]
- Herinneringsmedaille van de steden Fontainebleau en Barbizon[10]
- Gourmier Pin of Morocco[10]
- Grootofficier in het Legioen van Eer[10]
- Medaille voor de bevrijding van Tours[10]
- Medaille voor de bevrijding van d'Epernay[10]
- Medaille voor de bevrijding van Metz (1918)[10]
- Medaille van de stad Rheims[10]
- Oorlogskruis met Palm (België)[10]
- Grootkruis in de Kroonorde[10]
- Burger Schild[10]
- Grootofficier in de Leopoldsorde[10]
- Militair Kruis[10]
- Militaire Orde van de Witte Leeuw voor de Overwinning, 1e klasse op 27 juli 1945[11][10]
- Oorlogskruis (Luxemburg)[10]
- Grootkruis in de Orde van Verdienste van Adolf van Nassau[10]
- Grootkruis in de Orde van Sharifian Alawaidis[10]
- Guard's Badge[10]
- Orde van Koetoezov, 1e graad[10]
- Herdenkingsmedaille van de Olympiade van 1912[10]
- Armiens, Under Officers Skola[10]
- Kunge Sodermanlands Pansarregemente (Commemorative Token)[10]
- Kungl. Krigs Skolan (Herinneringsmedaille)[10]
- Kungl. Upplands Regemente (Commemorative Token)[10]
- Medaille Pro Petri Sede[10]

- Bibsys: 90840964
- Biblioteca Nacional de España: XX1062562
- Bibliothèque nationale de France: cb126302041 (data)
- Gemeinsame Normdatei: 119344106
- International Standard Name Identifier: 0000 0001 2277 2122
- Library of Congress Control Number: n79018666
- Nationale Bibliotheek van Letland: 000038609
- National Archives and Records Administration: 10581153
- Bibliotheek van het Japanse parlement: 00621263
- Nationale Bibliotheek van Tsjechië: jn20000701380
- Nationale bibliotheek van Australië: 35412255
- Nationale Bibliotheek van Israël: 987007316094605171
- Nationale Bibliotheek van Polen: a0000001180847
- Nationale en Universitaire bibliotheek Zagreb: 000140289
- Nederlandse Thesaurus van Auteursnamen: 070909172
- Réseau des bibliothèques de Suisse occidentale: 02-A023235553
- LIBRIS: 223809
- SNAC: w68051b3
- Système universitaire de documentation: 032086288
- Trove: 943504
- Virtual International Authority File: 19799369
- WorldCat: E39PBJhRFW9qgqwmvVBrtXK68C